# Donald Sproxton
Donald George Sproxton (ur. 7 lutego 1953 w Perth) – australijski duchowny rzymskokatolicki, od 2002 biskup pomocniczy Perth.

## Życiorys
Święcenia kapłańskie przyjął 17 grudnia 1977 w swojej rodzinnej archidiecezji Perth. Udzielił ich mu Lancelot John Goody, ówczesny arcybiskup metropolita Perth. Początkowo pracował jako wikariusz parafii katedralnej, gdzie w latach 1980-1981 był także ceremoniarzem. W 1981 został mianowany sekretarzem biskupim, zaś pięć lat później rozpoczął pracę w seminarium w Guildford. Od 1988 pracował jako proboszcz w Wongon Hills, zaś od 1993 w Mirrabooka.
12 grudnia 2001 papież Jan Paweł II mianował go biskupem pomocniczym Perth ze stolicą tytularną Timici. Sakry udzielił mu 21 lutego 2002 abp Barry Hickey, u którego boku posługuje od tego czasu.